# مارسل تریبوله
مارسل تریبوله (انگلیسی: Marcel Triboulet; ۲۶ ژانویهٔ ۱۸۹۰ – ۳۰ آوریل ۱۹۳۹) بازیکن فوتبال اهل فرانسه بود.
از باشگاه‌هایی که در آن بازی کرده‌است می‌توان به اشاره کرد.
وی همچنین در تیم ملی فوتبال فرانسه بازی کرده‌است.